# Niclas Castello

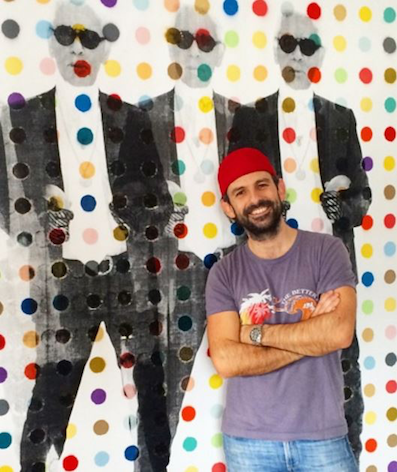
Niclas Castello vor dem Bild Shooting Karl

Niclas Castello (bürgerlicher Name Norbert Zerbs) (* 21. Juli 1978 in Neuhaus am Rennweg) ist ein deutscher zeitgenössischer Künstler, der mit seinen dreidimensionalen Objekten die Überwindung der Trennung von Malerei und Skulptur anstrebt.

## Leben und Karriere
Niclas Castello wuchs in Neuhaus am Rennweg in Thüringen auf. Er ist der Sohn des Autohändlers Helmut Zerbs.  Am Ende der 1990er Jahre wurde er Teil der Streetart-Bewegung in Ostdeutschland und arbeitete währenddessen auf einem Bauernhof. Auf Grund seiner künstlerischen Interessen ging er zunächst nach Paris, wo er in Montmartre Teil der Street Art Szene um den Streetart-Künstler Invader (* 1969) wurde.
Im Jahr 2003 kehrte er nach Deutschland zurück. Hier begann er ein Kunststudium, das er aber bereits nach zwei Jahren abbrach. Castello zog es dann nach New York City, wo er von seiner Mentorin, der Performancekünstlerin Arleen Schloss (* 1943) unterstützt wurde und für zwei Jahre bei ihr in New York leben und arbeiten konnte.
Von 2008 bis 2015 arbeitete er mit verschiedenen Galerien in Europa und den Vereinigten Staaten zusammen.
Castellos Arbeiten umfassen eine Serie von Skulpturen mit dem Titel The Kiss und Kunstwerke, in denen Feuerlöscher verarbeitet wurden.
Unter dem Einfluss von Jean-Michel Basquiat (1960–1988) ist er zum Vertreter der Street Art, Pop Art und des Neoexpressionismus geworden.
Sein künstlerisches Schaffen ist geprägt von der Spannung zwischen den unterschiedlichen Ausdrucksweisen in der Malerei und der Bildhauerei. Aus diesem Konflikt entstand 2016 sein viel beachtetes Werk der Cube-Painting-Sculpture. Kunsthistoriker haben dies als Antwort auf den
Paragone-Streit interpretiert. Mit diesen dreidimensionalen Cube-Painting-Objekten überwindet Castello die Trennung von Skulptur und Malerei. Mit der Bildsprache der Populärkultur und der Beziehung zur modernen Konsumwelt knüpft er aber auch an die Arbeiten von Andy Warhol an.
2022 wurde er mit dem Europäischen Kulturpreis ausgezeichnet.
Im Oktober 2023 hat der Künstler sein neues Kunstwerk Die goldenen Sphären in Dresden präsentiert. Es besteht aus 1000 gleichartigen Kugeln aus reinem 24-karätigem Feingold mit einem Gewicht von jeweils 1 kg.
Niclas Castello war von 2020 bis 2023 mit der  niederländischen TV-Moderatorin Sylvie Meis (* 1978) verheiratet.

## Werke (Auswahl)
- The Big Kiss (2015)[10]
- Zeus on 9pm (2015)
- I am One with the Universe (2016)
- ZEUS DIAMOND 2017
- Melted Sun (2017)
- RIP Romance (2018)
- Castello Cube Dubai (2021)
- Zeus is in love with Hera (2022)
- More Gums, no Guns und No Guns, More Gums II (2022)
- The Castello CUBE (2022), ausgestellt für jeweils einen Tag in New York, Venedig und Zürich[11]

## Ausstellungen (Auswahl)
- 2019: Breaking borders – The synthesis of sculptur and painting, Soho House Berlin
- 2017: Vertreibung aus dem Paradies - Galerie Schimming, Hamburg
- 2015: Laurent Marthaler Contemporary, Montreux
- 2015: Red & Blue - Lipsia Fine Arts, Leipzig
- 2015: Zeus is not a 9 to 5 Job - Galerie Schimming, Hamburg
- 2015: Guy Hepner Contemporary, New York, NY
- 2014: Guy Hepner Contemporary, West Hollywood, CA
- 2013: Bel-Air Fine Art, Genf
- 2011: Sex and Candy - Visionairs Gallery, Paris
- 2010: Moulin Rouge & Thanksgiving-Cornucopia - Amsterdam Whitney Gallery, New York, NY
- 2007: First View – 16. Auswahlausstellung der Künstlerförderung des Cusanuswerks - Kunsthalle Erfurt